# Евнух царице Кандакије
Апостол Филип крстио је овога црнца и евнуха (Дап 8, 26-39). По крштењу евнух се вратио дома и почео проповедати Христа. Он је био првим апостолом вере међу црнцима у Етиопији. Скончао је мученички и удостојио се царства Божјег.
Српска православна црква слави овај га 4. јануара по црквеном, а 17. јануара по грегоријанском календару.